# Cratere Gerard
Gerard è un cratere lunare di 98,78 km situato nella parte nord-occidentale della faccia visibile della Luna, lungo il bordo occidentale dell'Oceanus Procellarum, a nord-nordovest del cratere von Braun e a nordest del cratere Bunsen. A causa della sua posizione prossima al terminatore, il cratere Gerard è fortemente distorto dalla prospettiva.
È un cratere che presenta un bordo eroso e consumato. La parte settentrionale presenta delle protuberanze a nordest, nord e nordovest. Il fondo interno è a tratti irregolare, con diversi piccoli crateri.
Adiacente al bordo nordovest è presente la peculiaria formazione dei due crateri Gereard Q pressoché concentrici: il cratere interno è caratterizzato da una superficie basaltica molto scura, il cratere esterno è per dimensioni tre volte più grande. A nordovest di 'Gerard Q-interno' sono presenti le Rimae Gerard che si estendono per circa 100 chilometri sul fondo di Gerard Q-esterno.
Il cratere è dedicato allo scrittore scozzese Alexander Gerard.

## Crateri correlati
Alcuni crateri minori situati in prossimità di Gerard sono convenzionalmente identificati, sulle mappe lunari, attraverso una lettera associata al nome.
| Gerard    | Coordinate            | Diametro (in km) |
| --------- | --------------------- | ---------------- |
| A         | 45°04′48″N 82°16′12″W | 17,31            |
| B         | 46°20′24″N 88°04′12″W | 14,04            |
| C         | 45°50′24″N 79°19′48″W | 29,36            |
| D         | 46°06′36″N 79°58′12″W | 5,93             |
| E         | 44°31′12″N 80°59′24″W | 5,28             |
| F         | 43°46′48″N 82°16′48″W | 5,39             |
| G         | 45°31′12″N 88°13′12″W | 26,9             |
| H         | 44°30′00″N 86°48′36″W | 12,25            |
| J         | 46°49′12″N 88°28′12″W | 9,35             |
| K         | 43°57′00″N 77°16′48″W | 5,85             |
| L         | 43°13′12″N 76°28′48″W | 4,5              |
| Q-interno | 46°32′24″N 83°07′48″W | 67,32            |
| Q-esterno | 46°30′36″N 84°33′00″W | 192,48           |